# Campeonato Mundial de Pentatlón Moderno de 2025
El LXV Campeonato Mundial de Pentatlón Moderno se celebrará en Kaunas (Lituania) entre el 27 y el 31 de agosto de 2025 bajo la organización de la Unión Internacional de Pentatlón Moderno (UIPM) y la Federación Lituana de Pentatlón Moderno.